# Serratella micheneri
Serratella micheneri är en dagsländeart som först beskrevs av Jay R. Traver 1934.  Serratella micheneri ingår i släktet Serratella och familjen mossdagsländor. Inga underarter finns listade i Catalogue of Life.